# Parc Saint-Étienne (Budapest)
Le Szent István park ([ˈsɛnt ˈiʃtvaːn ˈpɒrk]) est un jardin public du 13e arrondissement de Budapest, dans le quartier d'Újlipótváros. Son nom fait référence au roi Étienne Ier de Hongrie. Le parc est délimité à l'ouest par l'Újpesti rakpart et à l'est par Pozsonyi út. On y a vue sur le Danube et le Margit-sziget